# Handle System
Das Handle System ist ein proprietäres Register, das Internet-Ressourcen dauerhafte Bezeichner, sogenannte Handles, zuweist. So lassen sich beispielsweise Permalinks für Dokumentenserver erzeugen und mit Metadaten wie Zeitschrift und Erscheinungsjahr verknüpfen. Seit 2014 wird es von der DONA-Stiftung in Genf betrieben. Verweise über das Handle-System werden durch ein vorangestelltes hdl: dargestellt.
Das Konzept und die zugehörige Software wurde von der Corporation for National Research Initiatives (CNRI) unter der Leitung von David Ely entwickelt.:17 Robert E. Kahn und Robert Wilensky beschrieben die grundlegenden Konzepte im Jahr 1995. Die Ziele:3–4 des Projekts waren, eine eindeutige, persistente Zuordnung von mehreren Instanzen und Attributen zu gewährleisten. Über lokale Namensräume, auf die vom Global Handle Registry verwiesen wird, soll die Dienstleistung im Sinne verteilter Systeme dezentralisiert werden können, ohne die Eindeutigkeit des Handles zu verlieren. Das System soll sicher, effizient und durch die Nutzung von UTF-8 als Zeichenkodierung international nutzbar sein.

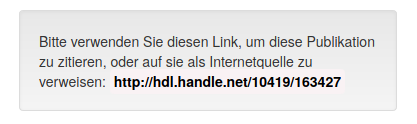
Hinweis auf einen Permalink mittels des Handle-Systems bei econstor

Ein „Handle“ besteht aus der „Naming Authority“ (Präfix als lokaler Namensraum) und einem lokalen Namen, getrennt durch einen Schrägstrich.:2 So besteht das Handle hdl:10419/2 aus dem Identifikator 10419 für das wirtschaftswissenschaftliche Archiv Econstor und der lokalen Nummer 2, hier für die Arbeitspapiere des Instituts für Weltwirtschaft. Die „Naming Authority“ kann eine baumartige Struktur haben. So hat der Digital Object Identifier (DOI) die Wurzel 10, während einzelne Verlage oder Organisationen ein Unterelement haben, beispielsweise 1000 für die DOI-Stiftung. Das DOI-Handbuch mit dem lokalen Namen 182 ist dann unter hdl:10.1000/182 erreichbar. Es hängt vom Namensraum ab, ob die Handles case sensitive vergeben werden.:3 Verantwortlich für Integrität und Dauerhaftigkeit des einzelnen Handles ist die „Naming Authority“. Im Jahr 2013 bestanden etwa 200.000 Naming Authorities. Zusammen mit einem Resolver wie dem von CNRI angebotenen hdl.handle.net lassen sich so Permalinks als Internetadresse (Uniform Resource Locator) erzeugen.
Frühe Nutzer waren die Library of Congress, das Defense Technical Information Center sowie das Digital-Object-Identifier-Verzeichnis, das vor allem für Online-Artikel wissenschaftlicher Fachzeitschriften verwendet wird.:17 Weitere Nutzer sind DSpace, Econstor (Präfix:10419), das Alfred-Wegener-Institut (Präfix:10013) oder die Gesellschaft für wissenschaftliche Datenverarbeitung mbH Göttingen (Präfix:21). Neben Dokumentenservern wird es auch für das Internet der Dinge diskutiert.